# Rivière Nottaway
Pour les articles homonymes, voir Nottaway.
La rivière Nottaway est une rivière se déversant sur le littoral sud-est de la baie James. Cette rivière coule vers le nord-ouest dans la municipalité de Eeyou Istchee Baie-James, dans la région administrative du Nord-du-Québec, au Québec, Canada.

## Géographie

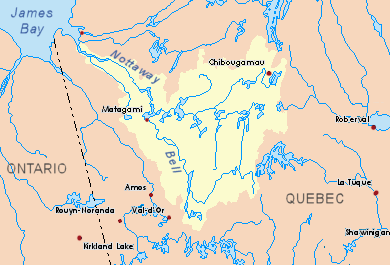
Bassin versant de la rivière Nottaway

La rivière Nottaway est issu du lac Matagami et coule sur environ 225 km jusqu'à son embouchure dans la baie de Rupert. Elle traverse les lacs Soscumica et Dusaux, collecte les eaux de plusieurs rivières – notamment la Kitchigama – et termine sa course dans la baie de Rupert, à l'extrémité méridionale de la baie James, à l'ouest de la Broadback et de la Rupert.
Son bassin de drainage est de 65 800 km2 et a une moyenne de déversement de 1 190 m3/s. Le cours de la rivière traverse de nombreuses zones de marais, surtout sa partie inférieure. La source la plus distante de son bassin versant, est la source de la Rivière Mégiscane, le lac Francoise 48° 07′ 15″ N, 75° 39′ 50″ O, situé à environ 775 km de la baie de Rupert.
À partir de l'embouchure du lac Matagami, la rivière Nottaway coule sur environ 225 km réparti selon les segments suivants :

### Partie supérieure de la rivière Nottaway
- vers le nord en traversant la partie sud du lac Soscumica et en recueillant la décharge du lac de la Tourbière (venant du nord-est) ;
- vers le nord, puis vers l'ouest en traversant le lac Soscumica (altitude : 242,1 m) sur sa pleine longueur ; dans ce segment, la rivière recueille les eaux de la rivière Natchiowatchouan (venant du sud-ouest) ;
- vers le nord-ouest en recueillant la décharge (venant du sud-ouest) des lacs Kawawiyekamach et Mistatikamekw, jusqu'aux rapides des Taureaux (coude de rivière) ;
- vers le nord en contournant l'île Kauskatistin et en traversant les Rapides Longs, jusqu'à la chute aux Iroquois (située à l'entrée du lac Dusaux) ;

### Partie inférieure de la rivière Nottaway
- vers le nord-ouest, en traversant le lac Dusaux (altitude : m) sur sa pleine longueur, en recueillant la rivière Davoust (venant du nord-est), en contournant les îles Nestipuku et l'île Michikushish, jusqu'â l'île Vandry ;
- vers le nord-ouest d'abord en contournant l'île Vandry, jusqu'à l'île Interdite ;
- vers l'ouest en recueillant la rivière Richerville (venant du sud-est) et la rivière des Iroquois (venant du sud-est), jusqu'à un rétrécissement de la rivière ;
- vers le nord-ouest, jusqu'à la confluence de la rivière Kitchigama (venant du sud-est) ;
- vers le nord-ouest en contournant deux grandes îles (île d'Herbomez), jusqu'à l'élargissement de la rivière où il y a des rapides et un archipel d'iles ;
- 17,8 km vers le nord-ouest en contournant les îles Kakupanchish, l'île Lavoie et l'île Lemoine, jusqu'à la confluence de la rivière[2].

## Principaux affluents
- Rivière Kitchigama
- Rivière Waswanipi
  - Lac Matagami
    - Rivière Allard
    - Rivière Bell
      - Rivière Laflamme
      - Rivière Mégiscane

  - Rivière Chibougamau
  - Rivière Opawica
    - Petite rivière Waswanipi

## Principales îles
(à partir de l'embouchure)
Île Lemoine, île Lavoie, île Kakupanchish, île Kaminahikushach, île Misiministikw, île d'Herbomez, île des Sept Miles, île Interdite (Bras Kapakusipastikuch), île Vandry (Bras Spipastikw), îles Desmolier, île Michikushish, îles Nestipuku, île Kauskatistin.

## Principaux rapides
(à partir de l'embouchure)
Rapides Kanutinitunanuch, rapides Kasischischiskasich, rapides Kaikunapischechuch, rapides Kachechekuch, chute aux Iroquois, rapides Longs, rapides des Taureaux.

## Toponymie
Le mot Nottaway dérive de nadowe, mot qui signifie serpent et que les tribus algonquines utilisaient pour désigner ou décrire leurs ennemis, notamment les iroquois. D'ailleurs les Cris appellent cette rivière Natuweu Nipi, rivière des Indiens étrangers et le mot iroquois, en dialecte mistassin, se dit Nottaweou. Le père Lemoine, quant à lui, traduit tout simplement Nottaway par rivière des Iroquois. La présence du spécifique d'iroquois dans cette région, pour identifier de nos jours une rivière tributaire de la Nottaway et une chute, trouve son explication dans l'histoire assez lointaine. Au XVIIe siècle, en effet, les Iroquois ont envahi le territoire algonquin situé près de la baie James, en empruntant la rivière qui sera connue plus tard sous le nom de Nottaway.
Le toponyme rivière Nottaway a été officialisé le 5 décembre 1968 à la Commission de toponymie du Québec.